# (4020) Dominique
Pour les articles homonymes, voir Dominique.
(4020) Dominique est un astéroïde de la ceinture principale.

## Description
(4020) Dominique est un astéroïde de la ceinture principale. Il fut découvert le 1er mars 1981 à Siding Spring par Schelte J. Bus. Il présente une orbite caractérisée par un demi-grand axe de 2,78 UA, une excentricité de 0,16 et une inclinaison de 9,6° par rapport à l'écliptique.

## Compléments